# Neofascismo en España

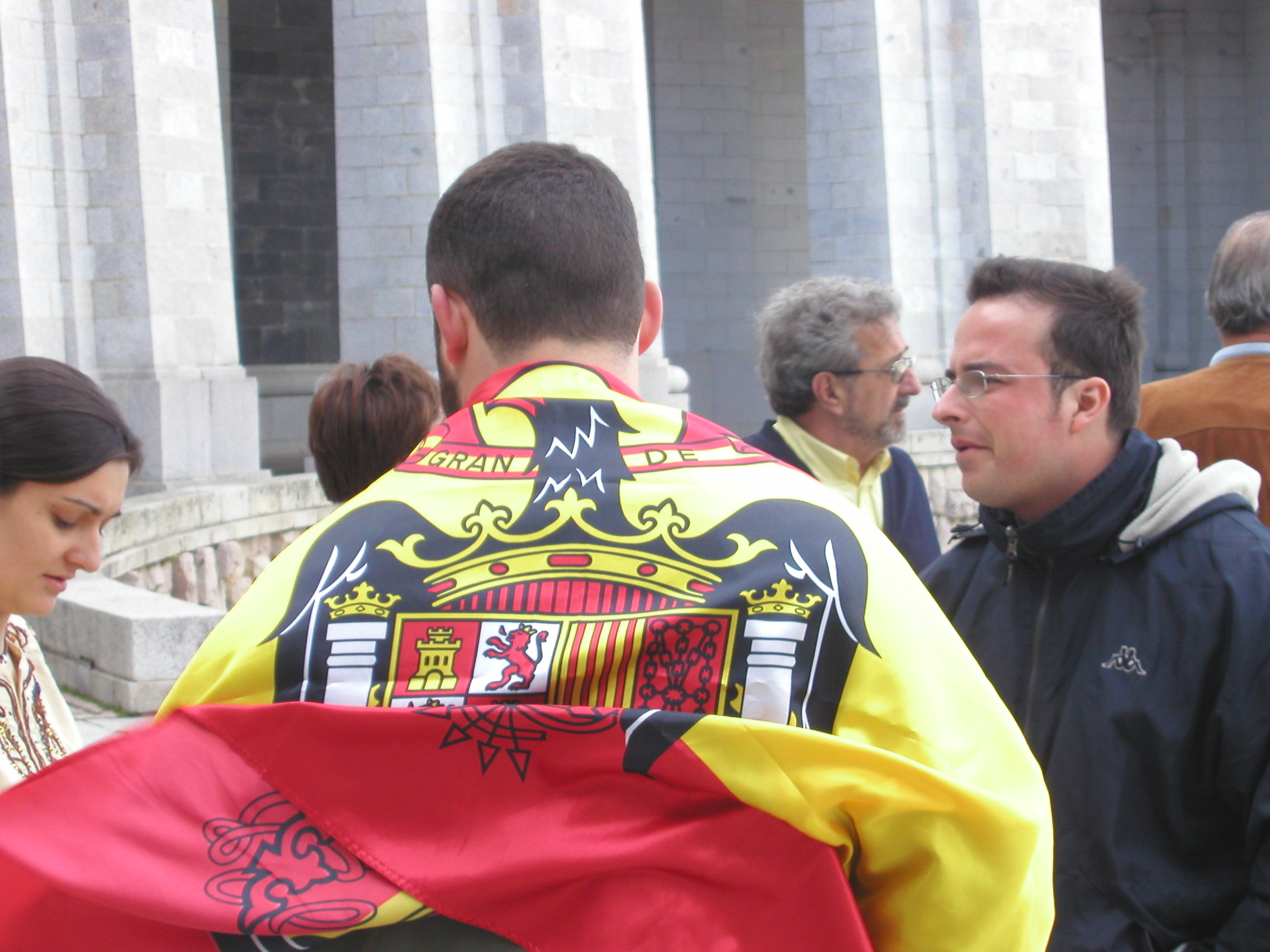
Visitantes neofascistas en el Valle de los Caídos usando una bandera franquista.

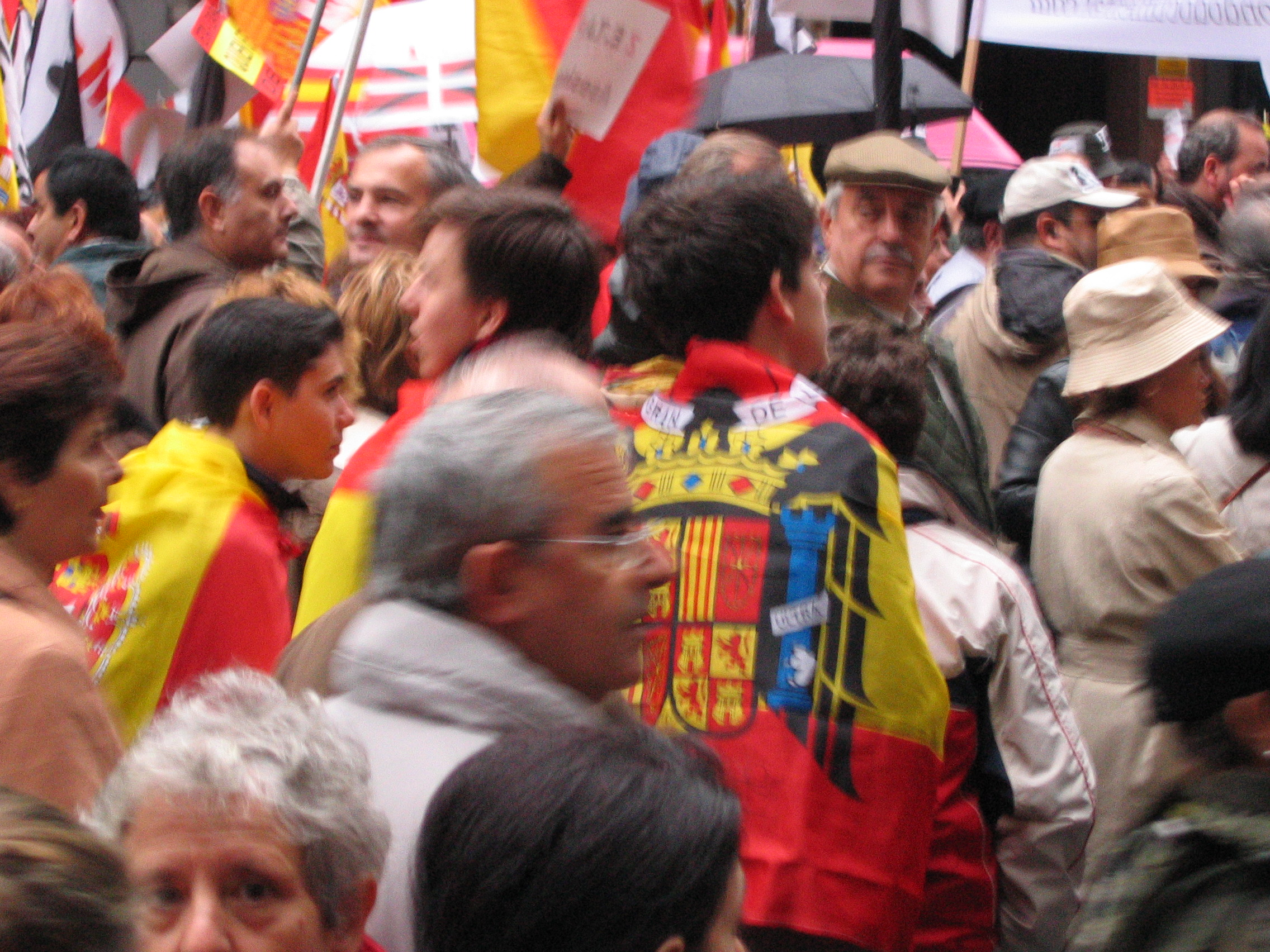
Participante de una manifestación de la Asociación Víctimas del Terrorismo portando la misma bandera.

El neofascismo en España ha tenido manifestaciones heterogéneas. Se hace referencia con este término a algunos grupúsculos neofascistas que ya desde los años 1950 y 1960 se oponían al aperturismo de la dictadura de Francisco Franco. El neofascismo adquirió una importancia mayor tras la muerte de Franco, aunque no todos los grupos neofascistas se identificaron con el Régimen. En cualquier caso, su presencia en España siempre ha sido minoritaria. En las elecciones generales de 1979, en las que consiguieron sus mejores resultados, obtuvieron menos del 2,5% de los votos. Fue en esas elecciones cuando se eligió al único diputado neofranquista de la España democrática, Blas Piñar (FN), que perdió su escaño en 1982. Desde entonces, los partidos neofascistas ni siquiera se han acercado a las cifras necesarias para obtener representación en las Cortes Generales. Frecuentemente, sin embargo, consiguen algunas concejalías en pequeños municipios rurales.
Un componente importante en estos grupos fue el terrorismo (véase: Terrorismo de ultraderecha durante la Transición española). Entre los años 1976 y 1981, periodo clave de la transición española, cometieron 46 asesinatos y se distinguieron por ejercer la violencia callejera. A diferencia de otros grupos coetáneos de ideología similar, como algunos chilenos o italianos cuyas acciones iban dirigidas al derrocamiento de gobiernos democráticos, el objetivo final de los neofascistas españoles durante la Transición fue perpetuar la dictadura franquista.
Más recientemente el partido Vox obtuvo en las elecciones generales de 2019, 52 escaños desde las urnas. En las elecciones de 2023, el número se redujo a 33 escaños.

## Orígenes
Durante la década de los cincuenta surgen en las universidades españolas las primeras manifestaciones en contra del Régimen. En el curso 1955-1956 se crean las agrupaciones de estudiantes de adscripción comunista, del Frente de Liberación Popular (el Felipe) de adscripción "socialista revolucionaria" y la Asociación Socialista Universitaria (ASU) auspiciada por el PSOE. Durante los años siguientes el Sindicato Español Universitario (SEU), sindicato falangista del régimen, pierde su hegemonía y paulatinamente el control de las universidades. En este contexto, en 1963, los servicios de inteligencia se sirven de elementos neofascistas para crear Defensa Universitaria (DU), organización destinada a responder violentamente a la izquierda que comienza a organizarse en las universidades. La DU estaba dirigida por el coronel Federico Quintero Morente, destacado miembro de los servicios de inteligencia del ejército y reclutó a sus afiliados entre los grupúsculos fascistas ya existentes: Hermandad Nacional Universitaria, Hermandad Sacerdotal Española, los neonazis Joven Europa y con los sectores más radicales del SEU. Se dedicará a reprimir con porra y pistola a todo sospechoso de compartir la ideología de izquierdas.
En 1969 la DU cambia de dirección y de firma, pasa a depender de los servicios de información de la Guardia Civil, a denominarse Guerrilleros de Cristo Rey y a ser dirigidos por el excombatiente divisionario Mariano Sánchez Covisa. Paralelamente, los servicios secretos de Carrero Blanco crean Acción Universitaria Nacional bajo la dirección del entonces coronel José Ignacio San Martín (posteriormente condenado por su participación en el golpe de Estado del 23-F). También surgen otros grupos como: los Comandos de Lucha Antimarxista o el Partido Español Nacional Sindicalista, comenzando así la sopa de siglas en que se convertirá la ultraderecha y el neofascismo españoles.

## Periodo de la Transición
Durante los años setenta, en España, las condiciones eran óptimas para el brote de estos grupos neofascistas. El Régimen había convertido a España en santuario de significados nazis y fascistas. La Transición se abría camino, y el inestable gobierno hizo que estos grupos fueran formados como un conjunto de resistencia. Aunque existían once servicios distintos de inteligencia dispuestos a auspiciarlos, los servicios policiales eran permisivos con ellos llegando, incluso, a participar en sus acciones. La violencia neofascista en estos años respondió a la acción para frenar el proceso de cambio.
La violencia era ejercida contra los que eran considerados enemigos del Régimen: estudiantes, trabajadores e incluso curas fueron los que sufrieron la mayor parte de las agresiones. Otro objetivo fueron las librerías: los locales eran destrozados y los libros inutilizados con pintura roja. Cabe destacar, por su repercusión internacional, la agresión que en el otoño de 1971 sufrió la obra de Picasso. Tres librerías y galerías de arte que exponían algunas de sus obras fueron atacadas y 24 grabados suyos fueron destruidos con ácido.
Durante los primeros años de la Transición los atentados y altercados se multiplicaron, creando un ambiente de violencia que propiciara un proceso involucionista. Aunque los objetivos de las agresiones solían ser principalmente jóvenes pertenecientes o cercanos a formaciones de izquierdas, la violencia se extendía de manera indiscriminada respondiendo a la estrategia de alimentar la violencia. La ORT publicó un informe en el que contabiliza 117 atentados de grupos neofascistas durante los cuatro primeros meses de 1979, 61 de ellos causando daños personales.
En 1976 se inscribe como partido político Fuerza Nueva (FN), único grupo neofascista que conseguiría representación parlamentaria (en 1979 conseguiría un escaño su fundador Blas Piñar). FN llevaba ya años de actividad y sería germen de numerosos grupos neofascistas especialmente significados por su violencia.
Las primeras manifestaciones de oposición al Régimen son aprovechadas por estos grupos para escoger a sus víctimas. El 26 de septiembre de 1976, durante una manifestación en Madrid, un grupo de miembros de Guerrilleros de Cristo Rey mata de disparos por la espalda al estudiante de 21 años Carlos González Martínez. El 23 de enero de 1977, muere, también en el transcurso de una manifestación en Madrid, Arturo Ruiz por varios disparos realizados por un componente de la Triple A. El 1 de febrero de 1980 la estudiante Yolanda González, activista de organizaciones estudiantiles, es secuestrada en Madrid y posteriormente asesinada por miembros de Fuerza Nueva. El asesinato es reivindicado por el Batallón Vasco Español (BVE). También en 1980, al terminar la manifestación del 1.º de Mayo, un grupo de neofascistas apuñala y mata a Arturo Pajuelo, presidente de la asociación de vecinos del barrio madrileño de Orcasitas.
Se atenta contra las sedes de los partidos de izquierdas. El 9 de diciembre de 1979 un grupo denominado antimarxista incendia la sede del Movimiento Comunista en Valladolid, resultando muertos dos ancianos. También ese mismo año en dicha ciudad castellana atacan con cócteles molotov la sede del sindicato anarcosindicalista CNT.
Los abogados laboralistas son también su objetivo. En enero de 1977 mueren acribillados a balazos cinco abogados laboralistas en su despacho de la calle Atocha de Madrid (Matanza de Atocha de 1977). La matanza la realizan miembros de la Triple A y miembros cercanos a Fuerza Nueva. El abogado laboralista Fernando Salas también sufriría un atentado.
Varias organizaciones se especializan en atentar contra miembros de ETA y su círculo cercano. El grupo más significado sería el Batallón Vasco Español, pero también surgen otras como el grupo Antiterrorismo ETA (ATE). Este último, el 25 de junio de 1979, ametralla al miembro de ETA Enrique Gómez, «Korta», causándole la muerte. El BVE, el 28 de agosto de 1979 asesina al concejal Tomás Alba Irazusta, miembro de Herri Batasuna. Estas organizaciones también causan muertes entre personas que nada tienen que ver con ETA. El 19 de abril de 1980 Felipe Sagarna Ormazabal, que no está relacionado con ETA, es asesinado por el BVE en Hernani.
El 6 de octubre de 1977 un militante de FN mata de un ladrillazo en la cabeza a Miquel Grau Gómez, que pegaba carteles para la convocatoria del día nacional del País Valenciano (9 de octubre).
Asistir al cine para ver determinadas películas servía de excusa para desatar su violencia. El 29 de abril de 1979, a la salida del cine Tívoli de Madrid, donde se exhibía Siete días de enero (película sobre la matanza de Atocha), Andrés García, de 18 años, militante de las Juventudes Comunistas muere como consecuencia de las puñaladas asestadas por un grupo de neonazis que resultarían pertenecer al Frente de la Juventud. Jorge Caballero Sánchez es, también, asesinado en Madrid el 28 de marzo de 1980 a la salida de un cine.
No sólo las librerías fueron objetivo de su furia. Algunos periódicos comienzan a recibir paquetes bomba. El 20 de septiembre de 1977 estalla una bomba en el semanario satírico El Papus matando a su conserje, Juan Peñalver Sandoval. El 28 de octubre de 1978, un comando de antiguos miembros de Fuerza Nueva envían un paquete bomba al diario El País resultando muerto el conserje Andrés Fraguas e hiriendo a otras dos personas. 

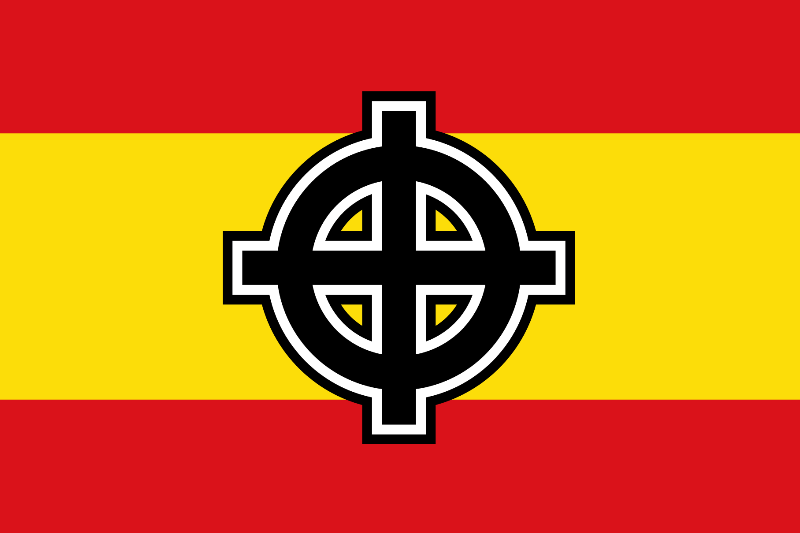
Bandera neofascista española.

En 1978 durante las ferias de Bilbao es quemada la sede de la revista anarquista Askatasuna, reivindicada por el grupo de los Guerrilleros de Cristo Rey.
La violencia de estos grupos se extiende de forma indiscriminada. Son frecuentes las agresiones a aquellos que pasando junto a ellos, se niegan a cantar el Cara al Sol. También, determinadas actitudes o indumentaria pueden convertir a cualquier paseante en objetivo. El 16 de marzo de 1978 miembros del Somatén, en Hospitalet, disparan contra una pareja que se estaba abrazando en la calle por considerarlo indecente. El 13 de septiembre de 1979, un grupo de adolescentes ultras, armados con bates de béisbol, mata al joven José Luis Alcazo que paseaba por el madrileño parque del Retiro por llevar el pelo largo y vestir vaqueros. El 7 de junio de 1981 un exmilitante de Fuerza Nueva mata a José Carlos Idígoras Navarrete, por "estar borracho y llevar el pelo largo".
Los barrios obreros son especialmente castigados. En el popular barrio madrileño de Vallecas, el 10 de febrero de 1980, integrantes de Fuerza Nueva se deciden a «tomar la calle» y asesinan a balazos al joven Vicente Cuervo.
Los bares de estos barrios populares también son el objeto de su violencia. El 9 de enero de 1977, un grupo de neofascistas armados con pistolas, armas blancas y cadenas entran en el bar Racó del popular barrio del Carmen en Valencia y agraden a todos los que se encuentran en su interior. El joven Julio García Esteve resulta herido de gravedad por una cuchillada. El 14 de julio de 1979 lanzan una bomba contra el café El Parnasillo de Madrid resultando muerta Salomé Alonso Varela, que transitaba por la calle. El 20 de enero de 1980 los Grupos Armados Españoles reivindican el lanzamiento de una bomba que estalla en un bar de Baracaldo causando la muerte a cuatro personas. El 6 de mayo de 1980 el bar San Bao de Madrid es asaltado por un comando de Falange Española de las JONS. Lucen pistolas y cadenas. Juan Carlos García Pérez es asesinado de un disparo por la espalda.
Después del fracaso del golpe de Estado del 23-F y con la consolidación de la democracia estos grupos fueron progresivamente perdiendo su capacidad de acción, y, paralelamente, una nueva tendencia neofascista internacional fue abriéndose camino, los skinheads de extrema derecha.

## Skinheads y neonazis

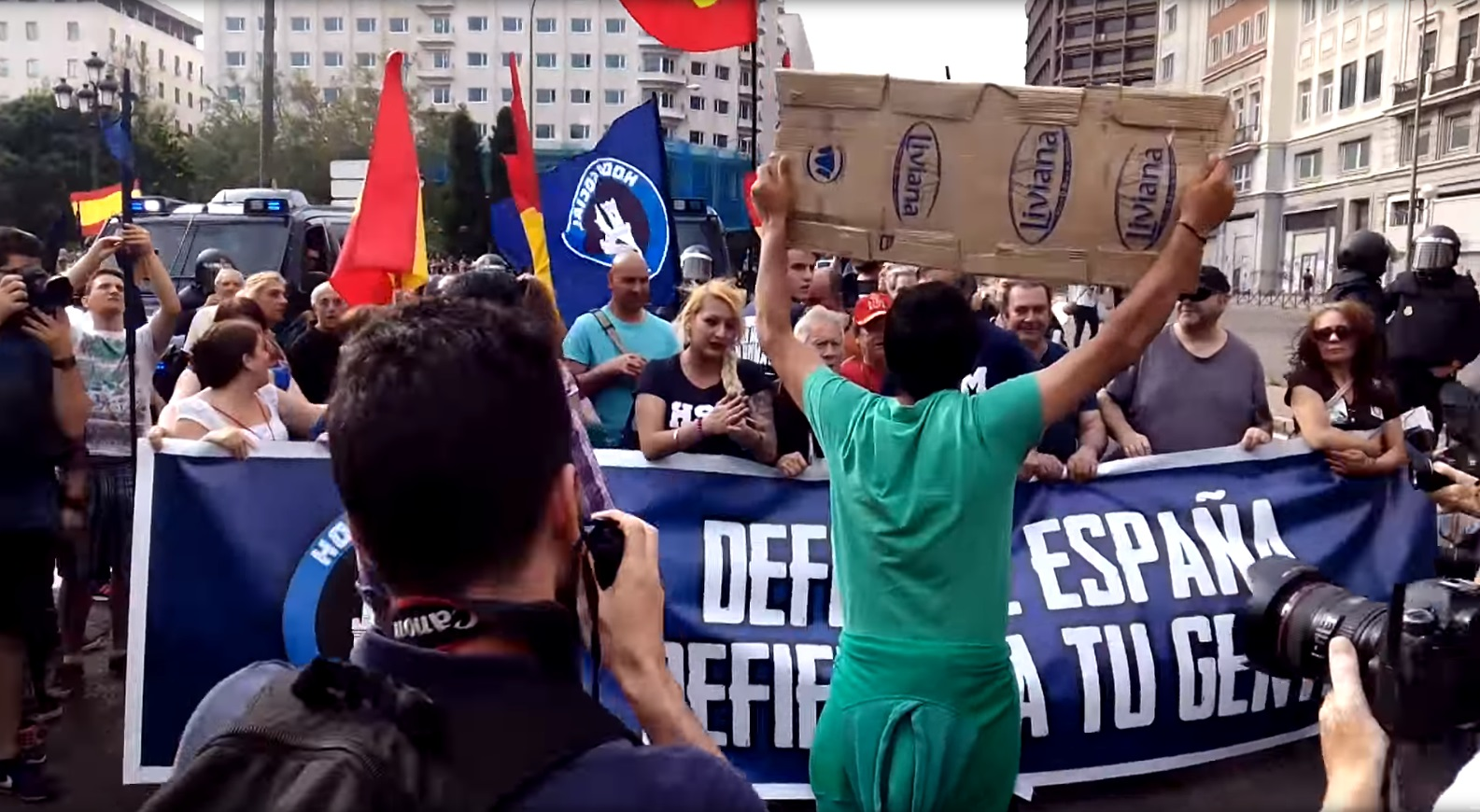
Manifestación de Hogar Social Madrid, grupo neonazi español similar a la CasaPound italiana, liderado por su portavoz Melisa Domínguez (2016).

En un principio, los skins surgen como una corriente heredera de los mods británicos de los años sesenta y los punks de los años setenta, contrapuesta al movimiento hippie. A principios de los años ochenta, algunos grupos vinculados con el neonazismo adoptan la estética pese a estar en contra del movimiento skinhead tradicional (skinheads SHARP). Su principal seña de identidad es el pelo rapado, calzan grandes botas y se distinguen por su fuerte simpatía por el militarismo. Son detectados por primera vez en Inglaterra en 1981 cuando protagonizaron el mayor brote de violencia racista acaecido durante el gobierno de Margaret Thatcher.
Los skins neonazis surgen en España en la década de los ochenta como reflejo de este movimiento. Comparten sus mismas señas de identidad e ideología neonazi, mezclándolas con las neofascistas españolas. Son racistas, xenófobos y alternan la simbología nazi con la falangista, celebrando sus mismas onomásticas (el 20-N, el día de la Hispanidad, el 18 de julio…).
Desde su aparición, los skins neonazis han protagonizado numerosos actos de violencia, la mayoría relacionados con el racismo y la xenofobia. El 13 de noviembre de 1992 un grupo de skins neonazis se desplaza desde Madrid hasta Aravaca para dar un «escarmiento a los negros». El grupo mata a balazos a Lucrecia Pérez Matos, de 33 años de edad, inmigrante dominicana que residía en España desde hacía un mes y trabajaba como asistenta en Aravaca. Un día después, en Majadahonda, otro grupo de skins neonazis mata a golpes al marroquí de veinticinco años Hassan el Yahaqui. Desde entonces, se han sucedido las agresiones de estos grupos contra inmigrantes y miembros de diferentes etnias. También, otros colectivos has sido víctimas de su violencia. El 5 de octubre de 1991, en el barcelonés parque de la Ciudadela, un grupo de skins neonazis iniciaron lo que ellos consideran una «operación de limpieza» asesinando a la transexual Sonia Rescalvo Zafra e hiriendo de gravedad a cuatro mendigos y otro transexual.
A finales de los años 1980, los skins neonazis encontraron en el fútbol otro ámbito donde proyectar su violencia; en poco tiempo, llegaron a contabilizarse 38 grupos diferentes que apoyaban a distintos equipos. Estos grupos han protagonizado numerosos enfrentamientos entre ellos, pero sin abandonar su violencia racista, xenófoba y de carácter neonazi.

## Neofascismo español ante las urnas
Los postulados de la ultraderecha, al llegar los años setenta, apenas habían cambiado desde 1939.[…] Este anquilosamiento ideológico se reveló como un elemento decisivo para su fracaso durante la Transición, ya que conformó un discurso centrado en presentar la restauración de la democracia como un retorno a la época prebélica: el país, a sus ojos, continuaba inmerso en la «cruzada» iniciada el 1936, aún inacabada.

Otro factor de la debilidad del neofascismo español fueron sus divisiones. Las siglas de FE de las JONS se las disputaron cuatro formaciones distintas, teniendo que decidir los tribunales sobre su uso legítimo (finalmente, fue el Frente Nacional Español, liderado por el falangista Raimundo Fernández-Cuesta, el grupo que heredó las siglas). El carlismo estaba dividido entre los tradicionalistas de corte franquista y los seguidores de Carlos Hugo, cada vez más cercanos a posturas izquierdistas. El CEDADE (Círculo Español de Amigos de Europa), formación de neto carácter neonazi y que había surgido años atrás, se enfrentaba a gran parte de estos grupos. Y, finalmente, Fuerza Nueva (encuadrada en las primeras elecciones de 1977 en la Alianza Nacional 18 de Julio), que recogería la mayoría de los votos destinados a la ultraderecha. Partidos políticos como Democracia Nacional o España 2000 son los principales grupos que representan ésta ideología en las elecciones generales españolas.
En las elecciones de 1979, cuando mayor apoyo electoral consiguieron, éste no alcanzó el 2,5% de los votos. Únicamente FN, y sólo en esa ocasión, consiguió un escaño. La notoriedad que el ejercicio de la violencia comportó a los grupos neofascistas durante la Transición, se vio refutada por el ostracismo al que la sociedad española les condenó. En las elecciones legislativas de 2000 estos grupos consiguieron tan sólo 56.314 votos, el 0,21% de los votos válidos. En las de 2008, su apoyo electoral se redujo a 50.234 votos.